# L-Ewwel Diviżjoni Maltija
La L-Ewwel Diviżjoni Maltija tan-nisa, indicata ufficialmente come Assikura Women's League per ragioni di sponsorizzazione o semplicemente Women's League, è il livello di vertice del campionato maltese femminile di calcio, organizzato dalla federazione calcistica di Malta (Malta Football Association - MFA).
Il torneo, istituito nel 1995, ha cadenza annuale, con inizio approssimativamente a ottobre e termine a maggio dell'anno solare successivo, e vede la partecipazione di otto squadre divise in due gironi.
Detentore dei titolo 2024-2025 è il Swieqi United, per la prima volta campione di Malta nella sua storia, mentre il Birkirkara e l'Hibernians sono le squadre che hanno vinto il maggior numero di campionati (12 ciascuno).

## Formato
Dalla stagione 2019-2020 vi partecipano sette squadre, una in meno rispetto al campionato precedente (mentre in passato il numero delle squadre erano sei) che si affrontano a turno nel girone di andata e in quello di ritorno. Il sistema di assegnazione del punteggio prevede 3 punti per la squadra vincitrice dell'incontro, 1 punto a testa in caso di pareggio e nessun punto per la squadra sconfitta.
Alla fine della stagione, la squadra che ha ottenuto più punti ottiene il titolo di Campione di Malta e accede di diritto alla UEFA Women's Champions League dalla prima fase di qualificazione,

## Le squadre

### Organico 2024-2025
Alla stagione 2024-2025 hanno partecipato le seguenti otto squadre:
- Birkirkara
- Hibernians
- Lija Athletic
- Mġarr United
- Mtarfa
- San Ġwann
- Swieqi United
- Valletta

## Albo d'oro
Squadre vincitrici:
- 1995-1996:  Rabat Ajax (1º)
- 1996-1997:  Lija Athletic (1º)
- 1997-1998:  Rabat Ajax (2º)
- 1998-1999:  Hibernians (1º)
- 1999-2000:  Hibernians (2º)
- 2000-2001:  Hibernians (3º)
- 2001-2002:  Hibernians (4º)
- 2002-2003:  Hibernians (5º)
- 2003-2004:  Hibernians (6º)
- 2004-2005:  Hibernians (7º)
- 2005-2006:  Hibernians (8º)
- 2006-2007:  Birkirkara (1º)
- 2007-2008:  Hibernians (9º)
- 2008-2009:  Birkirkara (2º)
- 2009-2010:  Birkirkara (3º)
- 2010-2011:  Mosta (1º)
- 2011-2012:  Birkirkara (4º)[4]
- 2012-2013:  Birkirkara (5º)
- 2013-2014:  Hibernians (10º)
- 2014-2015:  Hibernians (11º)
- 2015-2016:  Hibernians (12º)
- 2016-2017:  Birkirkara (6º)
- 2017-2018:  Birkirkara (7º)
- 2018-2019:  Birkirkara (8º)
- 2019-2020:  Birkirkara (9º)
- 2019-2020: non assegnato
- 2021-2022:  Birkirkara (10º)
- 2022-2023:  Birkirkara (11º)
- 2023-2024:  Birkirkara (12º)
- 2024-2025:  Swieqi United (1º)

## Statistiche

### Titoli per squadra
| Squadra       | Titoli | Anni |
| ------------- | ------ | --- |
| Birkirkara    | 14     | 2006-2007, 2008-2009, 2009-2010, 2011-2012, 2012-2013, 2016-2017, 2017-2018, 2018-2019, 2019-2020, 2021-2022, 2022-2023, 2023-2024 |
| Hibernians    | 12     | 1998-1999, 1999-2000, 2000-2001, 2001-2002, 2002-2003, 2003-2004, 2004-2005, 2005-2006, 2007-2008, 2013-2014, 2014-2015, 2015-2016 |
| Rabat Ajax    | 2      | 1995-1996, 1997-1998 |
| Lija Athletic | 1      | 1996-1997 |
| Swieqi United | 1      | 2024-2025 |
| Mosta         | 1      | 2010-2011 |